# تیپتری
تیپتری (به انگلیسی: Tiptree) یک روستا و محله مدنی در بریتانیا است که در کولچستر واقع شده‌است. تیپتری ۹٬۱۸۲ نفر جمعیت دارد.